# Reinoud I van Gelre
Reinoud I van Gelre (1255 – Montfort, 9 oktober 1326). Hij was ook bekend als Reinoud de Strijdbare.
Reinoud I was graaf van Gelre van 10 januari 1271 tot zijn dood. Zijn naam wordt ook geschreven als Raynald, Reinald, Reynald of Reynout.
Reinoud werd geboren als zoon van Otto II, graaf van Gelre. Vanaf 1274 was hij gehuwd met Irmgard van Limburg (†1283), de erfgename van hertog Walram IV van Limburg. Dit huwelijk bleef kinderloos. In 1286 trouwde hij met Margaretha van Vlaanderen (1272-1331), dochter van Gwijde van Dampierre. Uit dit huwelijk zijn de volgende kinderen bekend:
- Reinoud II (1295-1343)
- Gwijde (†na 1315 te Arnhem, aldaar begraven)
- Philips (jong overleden)
- Elisabeth (Isabella) (†1354 in klooster St. Clara), abdis van klooster St. Clara te Keulen, in 1299 verloofd met Godfried van Brabant, in 1314 beloofd aan Albrecht II van Oostenrijk
- Filippa (†23 augustus 1352), non in klooster St. Clara te Keulen
- Margaretha (voor 1299 - 7 juli 1346/47), gehuwd met graaf Diederik IX van Kleef

Er is één bastaardzoon van Reinald bekend, Laurentius bastaard van Gelre, mogelijk de stamvader van de heren van Steenbergen.

## Levensloop
Reinald richtte zich net als zijn vader politiek op het Zuiden. Niet uit berekening maar meer uit dynastieke overwegingen, hij was gehuwd met de erfdochter van het Hertogdom Limburg. Na het overlijden van haar vader in 1280 erfde Irmgard het hertogdom en in 1282 werd ze er door koning Rudolf mee beleend waarbij Reinald het levenslange vruchtgebruik kreeg. Na het overlijden van zijn echtgenote in 1283 noemde hij zich comes Gelrie et dux Limburgensis. Hij verloor dit gebied na zijn nederlaag bij de Slag bij Woeringen.
Nog in 1279 kocht hij het graafschap Kessel aan evenals de heerlijkheidsrechten over de linker-Maasoever en Mönchengladbach.
Na de moord op Hendrik III van Gelre erfde diens neef Reinoud in 1284 de Heerlijkheid Montfort, een district van het hertogdom Gelre, waartoe ook het Kasteel Montfort behoorde.
Bij de Slag bij Woeringen in 1288 wilden de graven van Gelre hun macht uitbreiden over het hertogdom Limburg, wat evenwel jammerlijk mislukte. Volgens legende gaf hij zich over met twee veren in elke hand (zie afbeelding). Reinoud had zich hiervoor echter diep in de schulden gestoken en zag zich daardoor verplicht om de inkomsten van zijn graafschap Gelre van 1288 tot 1293 te verpachten aan zijn schoonvader Gwijde van Dampierre, graaf van Vlaanderen. De Vlaamse heerschappij heeft bijgedragen aan de bouw van een modern doeltreffend territoriaal bestuur.
Reinoud werd in 1317 door de Duitse tegenkoning Frederik de Schone in de rijksvorstenstand verheven, hetgeen echter door keizer Lodewijk IV niet erkend werd.
In de jaren 1310 ging het steeds slechter met Reinouds financiën. Een groot deel van het graafschap was verpand om oorlogskosten af te lossen en rond 1315 kwam daar nog eens een economische crisis bij. Toen Reinoud in 1316 ook nog eens faalde om daadkrachtig op te treden bij een broeiende successiecrisis in het graafschap Lohn die gebiedswinst kon opleveren en ten slotte heel het Overkwartier wilde verpanden om schulden af te lossen, kwamen eind 1316 zijn oudste zoon Reinoud II, zijn vrouw en zijn ongehuwde dochters tegen hem in verzet wegens wanbestuur. In 1318 werd Reinoud I afgezet en daarna regeerde zijn zoon onder voogdij. In 1320 werd Reinoud I door zijn eigen zoon, Reinoud II, gevangengezet in de kerker van de Grauwert, een verdedigingstoren van Kasteel Montfort. Daar zou hij zes jaar later overlijden. Reinoud I werd op 21 oktober 1326 in het Klooster 's-Gravendaal, gelegen aan de Niers nabij Asperden (gemeente Goch) in Duitsland, begraven.

## Voorouders
| Voorouders van Reinoud I van Gelre | Voorouders van Reinoud I van Gelre                                         | Voorouders van Reinoud I van Gelre                                         | Voorouders van Reinoud I van Gelre                                         | Voorouders van Reinoud I van Gelre                                         | Voorouders van Reinoud I van Gelre                                        | Voorouders van Reinoud I van Gelre                                        | Voorouders van Reinoud I van Gelre                                  | Voorouders van Reinoud I van Gelre                                  |
| ---------------------------------- | -------------------------------------------------------------------------- | -------------------------------------------------------------------------- | -------------------------------------------------------------------------- | -------------------------------------------------------------------------- | ------------------------------------------------------------------------- | ------------------------------------------------------------------------- | ------------------------------------------------------------------- | ------------------------------------------------------------------- |
| Overgrootouders                    | Otto I van Gelre (1150-1207) ∞ 1186 Richarda van Beieren (1173-1231)       | Otto I van Gelre (1150-1207) ∞ 1186 Richarda van Beieren (1173-1231)       | Hendrik I van Brabant (1160-1235) ∞ Mathilde van Boulogne (1161–1210)      | Hendrik I van Brabant (1160-1235) ∞ Mathilde van Boulogne (1161–1210)      | Diederik V van Kleef (1160-1198) ∞ 1182 Margaretha van Holland (–na 1203) | Diederik V van Kleef (1160-1198) ∞ 1182 Margaretha van Holland (–na 1203) | ? (-) ∞ ? (-)                                                       | ? (-) ∞ ? (-)                                                       |
| Grootouders                        | Gerard III van Gelre (1185-1229) ∞ 1206 Margaretha van Brabant (1190-1231) | Gerard III van Gelre (1185-1229) ∞ 1206 Margaretha van Brabant (1190-1231) | Gerard III van Gelre (1185-1229) ∞ 1206 Margaretha van Brabant (1190-1231) | Gerard III van Gelre (1185-1229) ∞ 1206 Margaretha van Brabant (1190-1231) | Diederik VI van Kleef (1185-1260) ∞ Mechtild van Dinslaken († 1224)       | Diederik VI van Kleef (1185-1260) ∞ Mechtild van Dinslaken († 1224)       | Diederik VI van Kleef (1185-1260) ∞ Mechtild van Dinslaken († 1224) | Diederik VI van Kleef (1185-1260) ∞ Mechtild van Dinslaken († 1224) |
| Ouders                             | Otto II 'De Lamme' (1215-1271) ∞ 1240 Margaretha van Kleef († 1251)        | Otto II 'De Lamme' (1215-1271) ∞ 1240 Margaretha van Kleef († 1251)        | Otto II 'De Lamme' (1215-1271) ∞ 1240 Margaretha van Kleef († 1251)        | Otto II 'De Lamme' (1215-1271) ∞ 1240 Margaretha van Kleef († 1251)        | Otto II 'De Lamme' (1215-1271) ∞ 1240 Margaretha van Kleef († 1251)       | Otto II 'De Lamme' (1215-1271) ∞ 1240 Margaretha van Kleef († 1251)       | Otto II 'De Lamme' (1215-1271) ∞ 1240 Margaretha van Kleef († 1251) | Otto II 'De Lamme' (1215-1271) ∞ 1240 Margaretha van Kleef († 1251) |
| Reinoud I van Gelre (1255-1326)    |                                                                            |                                                                            |                                                                            |                                                                            |                                                                           |                                                                           |                                                                     |                                                                     |